# デストレイジ
デストレイジ (Destrage)は、イタリアのヘヴィメタルバンド。メロディックデスメタルやデスラッシュに分類されることが多いが、北欧メロディックデス/デスラッシュに加えて、アメリカを中心とするメタルコアや、フィア・ファクトリー等のインダストリアル・メタル、スリップノット等のニューメタルなどに幅広く影響を受けたエクストリーム・メタルのミクスチャーであると評されている。ハウリング・ブル公式サイトでは、『メタル界のレッチリの異名をとる』と評している。

## 略歴
2003年に、マッテオ・ディ・ジョイア (G)を中心に、パオロ・コラヴォルベ (Vo)とファビオ・ヴィニャーティ (Ds)の3名で結成。2005年春に1stデモ『Code To Emptyness』をリリース。当時は、ニューメタルバンドであった。2006年には、マルコ・タフリ (G)、マッシモ・ライネリ (B)が加入。ディサルモニア・ムンディの中心人物エットレ・リゴッティをプロデューサーに迎えて、2ndデモ『Self ID Generator』をリリース。このデモがきっかけで、日本のPerfect Crime Records(ハウリング・ブル傘下)と契約し1stアルバムのレコーディングに取り掛かる。レコーディング中に、マルコ・タフリ、マッシモ・ライネリ、ファビオ・ヴィニャーティが脱退する。そのため、ラルフ・サラティ (G)、ガブリエル・ピニャータ (B)、フェデリコ・パウロヴィッチ (Ds)が加入する。2009年に、1stアルバム『Urban Being』をリリースしデビューする。海外では、Coroner Recordsから、日本では、前述のPerfect Crime Recordsからリリースされた。
2010年に2ndアルバム『The King Is Fat 'N' Old』をリリース。日本では、Perfect Crime Recordsの親レーベルであるハウリング・ブルから、邦題『王様はデブで老いぼれである』としてリリースされた。2011年リリースの、スタジオジブリトリビュート・アルバム、『Princess Ghibli』の2曲に参加。
2013年、アメリカ合衆国の大手レーベル・メタル・ブレイド・レコーズと契約。2014年に3rdアルバム『Are You Kidding Me? No.』をリリース。UK Tech-Fest 2014に出演し、イギリスデビューを果たした。
2016年に4thアルバム『A Means To No End』をリリース。2019年に5thアルバム『The Chosen One』をリリース。同年9月にベーシストのガブリエル・ピニャータが脱退。

## メンバー

### 現メンバー
- パオロ・コラヴォルベ (Paolo Colavolpe) - ボーカル
- マッテオ・ディ・ジョイア (Matteo Di Gioia) - ギター
- ラルフ・サラティ (Ralph Salati) - ギター
- フェデリコ・パウロヴィッチ (Federico Paulovich) - ドラムス

### 旧メンバー
- マルコ・タフリ (Marco Tafuri) - ギター
スルー・ユア・サイレンスで活動中。
- マッシモ・ライネリ (Massimo Raineri)- ベース
スルー・ユア・サイレンスで活動中。
- ガブリエル・ピニャータ (Gabriel Pignata) - ベース
アーケネミーでも活動していた。ノードでも活動中。
- ファビオ・ヴィニャーティ (Fabio Vignati) - ドラムス
スルー・ユア・サイレンスでも活動していた。

## ディスコグラフィ
- 2005年 Code To Emptyness (Demo)
- 2006年 Self ID Generator (Demo)
- 2009年 アーバン・ビーイング Urban Being
- 2010年 王様はデブで老いぼれである The King Is Fat 'N' Old
- 2014年 アー・ユーキディング・ミー?ノー Are You Kidding Me? No.
- 2016年 A Means To No End
- 2019年 ザ・チョウズン・ワン The Chosen One
- 2022年 So Much. Too Much.

### コンピレーション
- 2011年 Princess Ghibli
4. Gake no Ue no Ponyo (Ponyo on the Cliff)”崖の上のポニョ”
9. Yasashisa Ni Tsutsumaretanara (Kiki's Delivery Service）”魔女の宅急便”
- 2012年 Princess Ghibli II
11. Gake No Ue No Ponyo Remix (Ponyo On THe Cliff)"崖の上のポニョ（崖の上のポニョ)"

## 来日公演
- 激ロックフェス vol.7
  - 2011年1月28日 - 名古屋CLUB ZION
  - 2011年1月29日 - 心斎橋CLUB DROP
  - 2011年1月30日 - 渋谷club asia
- Extreme Showcase Tour vol.1
  - 2015年2月20日 - 心斎橋CLUB DROP
  - 2015年2月21、22日 - 吉祥寺CLUB SEATA
- Destrage Japan Tour 2016 
  - 2016年12月3日 - 渋谷club asia
  - 2016年12月4日 - 渋谷CYCLONE
- Destrage Farewell Japan Tour 2024
  - 2024年10月12日 - 渋谷CYCLONE
  - 2024年10月13日 - 渋谷CYCLONE